# Christine Nilsson
Christine Nilsson, właśc. Kristina Törnerhjelm (ur. 20 sierpnia 1843 w Sjöabol koło Växjö, zm. 22 listopada 1921 w Sztokholmie) – szwedzka śpiewaczka operowa, sopran.

## Życiorys
Uczyła się w Göteborgu u Adelaïde Valerius i w Sztokholmie u Franza Berwalda, następnie w latach 1861–1864 kształciła się w Paryżu u Pierre’a-François Wartla. Zadebiutowała na scenie w 1864 roku w roli Violetty w Traviacie Giuseppe Verdiego w paryskim Théâtre-Lyrique, z którym związana była przez następne trzy lata. Od 1867 do 1881 roku regularnie gościła w Londynie, gdzie śpiewała na scenach Her Majesty’s Theatre, Covent Garden Theatre i Theatre Royal przy Drury Lane. W latach 1868–1870 była solistką Opéra de Paris, gdzie kreowała rolę Ofelii w prapremierowym przedstawieniu Hamleta Ambroise’a Thomasa (1868). W latach 1870–1872 występowała wraz z zespołem Maurice’a Strakoscha w Stanach Zjednoczonych. Kreowała rolę tytułową w nowojorskiej premierze Mignon Thomasa (1871). Wiele podróżowała, odwiedziła m.in. Moskwę i Petersburg (1872–1875), Brukselę (1875), Wiedeń (1877) i Monachium (1878). W 1883 roku kreowała partię Małgorzaty w Fauście Charles’a Gounoda podczas przedstawienia uświetniającego oddanie do użytku gmachu Metropolitan Opera w Nowym Jorku. Po raz ostatni wystąpiła na scenie w 1891 roku w Londynie.
Dysponowała głosem obejmującym dwie i pół oktawy (do g do d3).
Była dwukrotnie zamężna. W 1872 roku wyszła za Auguste’a Rouzauda, którego żoną była aż do jego śmierci w 1882 roku. W 1887 roku poślubiła hiszpańskiego hrabiego Angela Vallejo y Mirandę.